# Курмаз, Анисим Антонович
Анисим Антонович Курмаз — инженер шахты № 33 «Капитальная», Героя Социалистического Труда (28.08.1948).

## Биография
Родился 15 февраля 1897 года в с. Яровом (ныне — в Донецкой области). Окончил Ленинградскую штейгерскую школу, а в 1929 году — Высшие инженерные курсы. Работал крепильщиком, заведующим вентиляцией, затем возглавил шахту.
В 1941 году был эвакуирован на Урал, в г. Копейск, где был назначен главным инженером мелких шахт треста «Челябинскшахтстрой». Через год его откомандировали в трест «Кизелшахтстрой», назначили начальником строительства шахт Южного Коспаша, а затем главным инженером и начальником строительства крупнейшей шахты бассейна — № 33 «Капитальная».
Семь лет Курмаз проработал в системе треста «Кизелшахтстрой», но за это сравнительно короткое время он сумел многое сделать в области шахтостроения. Опытный специалист, безупречно знавший горностроительное дело, умелый организатор, инженер, Курмаз сплотил коллектив на выполнение поставленных перед ним задач, и в 1945 году первая очередь новой шахты стала давать уголь на-гора.
Курмаз был инженером новаторского склада и старался привить это качество подчиненным. Так, например, в одном из основных забоев шахты № 33 «Капитальная» была организована скоростная проходка, благодаря чему удалось достигнуть выдающихся результатов — выполнить норму на 401 процент! Коллектив шахты под руководством Курмаза неоднократно завоевывал первенство во Всесоюзном социалистическом соревновании.
Звание Героя Социалистического Труда 28.08.1948. Уже будучи Героем, А. А. Курмаз подписал акт о завершении строительства второй очереди шахты № 33 «Капитальная».
В 1949 году переехал на работу в Львовско-Волынский каменноугольный бассейн, где начиналось большое шахтное строительство.